# Grande Prémio Internacional de Torres Vedras-Troféu Joaquim Agostinho 2015
Il Grande Prémio Internacional de Torres Vedras-Troféu Joaquim Agostinho 2015, trentottesima edizione della corsa, si svolse dal 9 al 12 luglio 2015 su un percorso di 479 km ripartiti in 3 tappe più un cronoprologo, con partenza da Turcifal e arrivo a Carvoeira. Fu vinto dal portoghese João Benta della Louletano-Ray Just Energy davanti agli spagnoli Delio Fernández e Alberto Gallego Ruiz.

## Tappe
| Tappa  | Data      | Percorso                                | km    | Vincitore di tappa | Leader cl. generale |
| ------ | --------- | --------------------------------------- | ----- | ------------------ | ------------------- |
| Prol.  | 9 luglio  | Turcifal > Turcifal (cron. individuale) | 8     | Sergei Shilov      | Sergei Shilov       |
| 1ª     | 10 luglio | Arneiros > Alto de Montejunto           | 155,5 | João Benta         | Delio Fernández     |
| 2ª     | 11 luglio | Ameal > Torres Vedras                   | 143   | Sergei Shilov      | Delio Fernández     |
| 3ª     | 12 luglio | São Martinho do Porto > Carvoeira       | 172,4 | David de la Fuente | João Benta          |
| Totale | Totale    | Totale                                  | 479   |                    |                     |

## Dettagli delle tappe

### Prologo
- 9 luglio: Turcifal > Turcifal (cron. individuale) – 8 km

| Pos. | Corridore            | Squadra    | Tempo  |
| ---- | -------------------- | ---------- | ------ |
| 1    | Sergei Shilov        | Lokosphinx | 10'33" |
| 2    | Gustavo César Veloso | W52        | a 9"   |
| 3    | Rafael Ferreira Reis | Tavira     | a 10"  |

| Pos. | Corridore            | Squadra    | Tempo  |
| ---- | -------------------- | ---------- | ------ |
| 1    | Sergei Shilov        | Lokosphinx | 10'33" |
| 2    | Gustavo César Veloso | W52        | a 9"   |
| 3    | Rafael Ferreira Reis | Tavira     | a 10"  |

### 1ª tappa
- 10 luglio: Arneiros > Alto de Montejunto – 155,5 km

| Pos. | Corridore            | Squadra       | Tempo    |
| ---- | -------------------- | ------------- | -------- |
| 1    | João Benta           | Louletano     | 3h55'47" |
| 2    | Delio Fernández      | W52           | a 1"     |
| 3    | Alberto Gallego Ruiz | Radio Popular | a 3"     |

| Pos. | Corridore            | Squadra       | Tempo    |
| ---- | -------------------- | ------------- | -------- |
| 1    | Delio Fernández      | W52           | 4h06'33" |
| 2    | João Benta           | Louletano     | a 3"     |
| 3    | Alberto Gallego Ruiz | Radio Popular | a 6"     |

### 2ª tappa
- 11 luglio: Ameal > Torres Vedras – 143 km

| Pos. | Corridore     | Squadra       | Tempo    |
| ---- | ------------- | ------------- | -------- |
| 1    | Sergei Shilov | Lokosphinx    | 3h38'29" |
| 2    | Romain Guyot  |               | s.t.     |
| 3    | Egoitz García | Murias Taldea | s.t.     |

| Pos. | Corridore       | Squadra    | Tempo    |
| ---- | --------------- | ---------- | -------- |
| 1    | Delio Fernández | W52        | 7h45'02" |
| 2    | Sergei Shilov   | Lokosphinx | a 1"     |
| 3    | João Benta      | Louletano  | a 3"     |

### 3ª tappa
- 12 luglio: São Martinho do Porto > Carvoeira – 172,4 km

| Pos. | Corridore          | Squadra   | Tempo    |
| ---- | ------------------ | --------- | -------- |
| 1    | David de la Fuente | Efapel    | 4h20'12" |
| 2    | Moisés Dueñas      |           | a 7"     |
| 3    | João Benta         | Louletano | a 14"    |

| Pos. | Corridore            | Squadra       | Tempo     |
| ---- | -------------------- | ------------- | --------- |
| 1    | João Benta           | Louletano     | 12h05'27" |
| 2    | Delio Fernández      | W52           | a 3"      |
| 3    | Alberto Gallego Ruiz | Radio Popular | a 9"      |

## Classifiche finali

### Classifica generale
| Pos. | Corridore            | Squadra            | Tempo     |
| ---- | -------------------- | ------------------ | --------- |
| 1    | João Benta           | Louletano          | 12h05'27" |
| 2    | Delio Fernández      | W52-Quinta da Lixa | a 3"      |
| 3    | Alberto Gallego Ruiz | Radio Popular      | a 9"      |
| 4    | Sergei Shilov        | Lokosphinx         | a 13"     |
| 5    | Moisés Dueñas        |                    | a 27"     |
| 6    | Carlos Oyarzún       |                    | a 32"     |
| 7    | Hernani Broco        | LA Aluminios       | a 38"     |
| 8    | Ricardo Mestre       | Team Tavira        | a 39"     |
| 9    | Bruno Silva          | LA Aluminios       | a 41"     |
| 10   | Célio Sousa          | Radio Popular      | a 49"     |